# Liparetrus badius
Liparetrus badius är en skalbaggsart som beskrevs av Macleay 1888. Liparetrus badius ingår i släktet Liparetrus och familjen Melolonthidae. Inga underarter finns listade i Catalogue of Life.